# Saison 6 du Saint
Chronologie
Saison 5 du Saint
Cet article présente le guide des épisodes de la sixième saison de la série télévisée Le Saint.

## Épisode 1:Antiquités
- Titre original : The Gadic Collection
- Numéro(s) : 98 (6.1)
- Scénariste(s) : Philip Broadley
- Réalisateur(s) : Freddie Francis
- Diffusion(s) :
  -  Royaume-Uni : 22 septembre 1968
- Invité(es) : Peter Wyngarde
- Résumé : À Istanbul, dans un musée d'Antiquités, on s'aperçoit que la célèbre collection Gadic a été remplacée par des copies à l'occasion d'un nettoyage plusieurs mois auparavant. Le Saint recherche l'homme chargé du nettoyage, mais il n'est pas le seul : certains veulent s'approprier cette collection par tous les moyens, y compris le meurtre. On croit que c'est Templar qui a caché la vraie collection Gadic, ce pourquoi il est enlevé un moment. Après la mort du copiste, il convainc sa fille de lui révéler la cachette ; il peut alors rendre les pièces originales au musée, démasquer le complice qui s'y trouvait et revendre les copies au prix des vraies à celui qui convoitait tant la collection.

## Épisode 2:Le Noyé
- Titre original : The Best Laid Schemes
- Numéro(s) : 99 (6.2)
- Scénariste(s) : Joseph Morhain et A. Sandford Wolfe
- Réalisateur(s) : John Moxey
- Diffusion(s) :
  -  Royaume-Uni : 29 septembre 1968
- Invité(es) : Norman Bird (Insp. Mitchell)
- Résumé : Un certain Fleming, patron d'une flotte de pêche, est retrouvé noyé. On savait qu'il était en conflit avec Ballard, son principal concurrent. Après l'enterrement, Mrs. Fleming reçoit des coups de fil qui semblent provenir de son défunt mari. Par ailleurs, à deux reprises, il semble s'être servi de ses objets quotidiens chez lui. Sa femme est au bord de la folie. Fleming avait porté des accusations en disant qu'un de ses bateaux avait été saboté. Templar mène son enquête jusqu'au placement de Mrs. Fleming dans un hôpital psychiatrique. Là, il découvre que le docteur est le meurtrier car amoureux, il avait voulu se débarrasser du mari en le jetant à l'eau après une bagarre.

## Épisode 3:La Pièce d'or
- Titre original : Invitation to Danger
- Numéro(s) : 100 (6.3)
- Scénariste(s) : Terry Nation
- Réalisateur(s) : Roger Moore
- Diffusion(s) :
  -  Royaume-Uni : 6 octobre 1968
- Invité(es) :
- Résumé : Simon Templar, accompagné d'un ami, fait la connaissance d'une jeune femme, Reb Denning, dans le cercle de jeu appartenant à Brett Sunley. Celle-ci se fait peu après agresser, et une fois secourue par le Saint, l'emmène dans une villa où il est retenu prisonnier. Il parvient à s'échapper et veut retrouver Reb. Brett Sunley parvient à le rattraper et l'accuse d'avoir volé 100 000 livres dans son casino. Templar comprend qui est la voleuse. Il la retrouve alors que Sunley est en train de récupérer son argent. Templar ne peut intervenir. Elle prétend alors que cette somme était le prix à payer pour des plans secrets et qu'elle travaille pour la CIA. Simon est méfiant et comprend la supercherie quand il voit que son propre ami est impliqué dans le vol de l'argent. Il parvient à arrêter les deux personnages, alors qu'ils pensaient que le pistolet de Templar était chargé à blanc.

## Épisode 4:L'Héritage
- Titre original : Legacy for the Saint
- Numéro(s) : 101 (6.4)
- Scénariste(s) : Michael Winder
- Réalisateur(s) : Roy Ward Baker
- Diffusion(s) :
  -  Royaume-Uni : 13 octobre 1968
- Invité(es) : T.P. McKenna, Bruce Boa
- Résumé : Ed Brown, truand notoire et ami de Templar, vient de trouver la mort dans l'explosion de sa voiture. Son testament est curieux : en plus de faire hériter sa fille Penny et son avocat, il propose un million à ses quatre principaux rivaux s'ils parviennent à voler des lingots lors d'un transfert de fonds. L'inspecteur Teal est persuadé que le Saint est derrière cette affaire et va tout faire pour l'arrêter. Le braquage se passe comme prévu et Teal et ses hommes se retrouvent ligotés. Templar a laissé à l'inspecteur suffisamment d'indices pour arrêter les malfrats, mais l'avocat s'enfuit avec Penny. La mort d'Ed était un subterfuge : il voulait disparaître avec sa fortune et sa fille. Mais Templar, suivi de la police, l'intercepte sur l'aérodrome.
- Générique : Une nouvelle musique de générique apparaît avec cet épisode. Le générique en lui-même demeure inchangé.

## Épisode 5:Un diplomate disparu
- Titre original : The Desperate Diplomat
- Numéro(s) : 102 (6.5)
- Scénariste(s) : Terry Nation
- Réalisateur(s) : Ray Austin
- Diffusion(s) :
  -  Royaume-Uni : 20 octobre 1968
- Invité(es) :
- Résumé : Jason Douglas, un diplomate occidental en Afrique, a disparu… avec 750 000 dollars. Le Saint, qui est un vieil ami, essaye de le retrouver. Mais il n'est pas le seul : une bande de malfrats s'intéresse au magot et ils ont enlevé la fille du diplomate. Celle-ci parvient à s'échapper et part avec Templar en Suisse où son père s'est caché. Mais les malfrats arrivent juste avant eux dans la maison où le diplomate, grièvement blessé, est séquestré et où il a caché l'argent. Templar est lui-même jeté dans la cave mais parviendra à s'échapper et à poursuivre le chef des malfrats parti avec les valises de billets. La voiture de ce dernier finira dans le décor.

## Épisode 6:Les Mercenaires
- Titre original : The Organization Man
- Numéro(s) : 103 (6.6)
- Scénariste(s) : Donald James
- Réalisateur(s) : Leslie Norman
- Diffusion(s) :
  -  Royaume-Uni : 27 octobre 1968
- Invité(es) : Tony Britton (Jonathan Roper), Caroline Mortimer (Kate Barnaby), Norman Bird (Mr. Spode), Simon Lack (Craddock), Mark Dignam (Major Carter)
- Résumé :

## Épisode 7:Le Sosie
- Titre original : The Double Take
- Numéro(s) : 104 (6.7)
- Scénariste(s) : John Kruse
- Réalisateur(s) : Leslie Norman
- Diffusion(s) :
  -  Royaume-Uni : 3 novembre 1968
- Invité(es) :
- Résumé : Un riche homme d'affaires et armateur grec demande au Saint de démasquer un sosie. Celui-ci se ferait passer pour lui et voudrait accaparer tous ses biens. Templar se rend depuis Athènes dans la maison londonienne de l'armateur pour y trouver ce sosie. Celui-ci décide de l'engager pour le protéger de son sosie ! Dans la nuit, Templar dérobe un carnet confidentiel qu'il fait envoyer à Athènes, mais il sait qu'il n'est pas parti et qu'il a été récupéré par le sosie. Pourtant, celui-ci prétend se l'être fait voler. Il décide alors d'aller démasquer l'autre sosie à Athènes. Sur place, le patron a disparu et serait parti avec l'avion personnel de l'homme d'affaires. Pourtant, il n'avait presque plus de carburant et n'avait pas pu faire le plein. Le Saint se renseigne sur les cargaisons des navires et en se rendant au Pirée visiter une cale, se rend compte que ce sont des armes qui sont transportées vers le Vietnam. Templar se trouve aux prises avec les marins dans la cale, mais il sera sauvé par des marins américains. Finalement, le Saint a compris qu'il n'y avait pas de sosie : l'homme d'affaires voulait imputer ses trafics à son sosie imaginaire.

## Épisode 8:La Vengeance
- Titre original : The Time to Die
- Numéro(s) : 105 (6.8)
- Scénariste(s) : Terry Nation
- Réalisateur(s) : Robert Tronson
- Diffusion(s) :
  -  Royaume-Uni : 10 novembre 1968
- Invité(es) : Suzanne Lloyd (Mary Ellen Brent), Terence Rigby (Zuilen)
- Résumé : Par qui le Saint est-il menacé de mort ? Il est victime de plusieurs attentats et reçoit des menaces. Il trouve même un petit truand en train de trafiquer sa lampe pour la faire exploser. Celui-ci croyait pouvoir jouer double jeu avec le corbeau, mais le Saint retrouvera son corps dans une maison abandonnée. Mary Ellen Brent, journaliste qui veut écrire un livre sur Templar, est enlevée. Simon doit se rendre dans une église abandonnée. Son corbeau tente là encore de le faire tomber dans un piège, mais le Saint parviendra à le pousser dans la cave en flammes et à sauver la journaliste.

## Épisode 9:Chinoiseries
- Titre original : The Master Plan
- Numéro(s) : 106 (6.9)
- Scénariste(s) : Harry W. Junkin
- Réalisateur(s) : Leslie Norman
- Diffusion(s) :
  -  Royaume-Uni : 17 novembre 1968
- Invité(es) :
- Résumé : Jean Lane, aidée du Saint, recherche son frère Tony, notamment au Dragon rouge. Quand Cord, le gérant, l'apprend, il les séquestre tous deux, et part retrouver Tony pour lui demander des comptes puis simuler son suicide. Templar et Jean parviennent à s'échapper et arrivent à temps pour sauver Tony qui reste inconscient. Dans ses papiers, Templar trouve la carte d'un magasin d'antiquités asiatiques, qui est en fait la plaque tournante d'un trafic de drogue. Pendant ce temps, Cord est allé à l'hôpital pour tuer Tony, mais échoue. Celui-ci se réveille et commence à parler. Chin, le chef de la bande arrive pour réceptionner une nouvelle livraison. Templar l'apprend et va au hangar pour les devancer. Il substitue la caisse où la drogue était dissimulée par une autre, anodine. Une fois la méprise découverte, les trafiquants obligent Templar à les aider à récupérer la bonne caisse, ce qu'il font en assommant le livreur. Comme le Saint avait laissé volontairement un indice, la police arrive et peut arrêter toute la bande.

## Épisode 10:Le Rocher du dragon
- Titre original : The House on Dragon's Rock
- Numéro(s) : 107 (6.10)
- Scénariste(s) : John Kruse
- Réalisateur(s) : Roger Moore
- Diffusion(s) :
  -  Royaume-Uni : 24 novembre 1968
- Invité(es) : Anthony Bate (Dr Sardon), Annette Andre (Carmen)
- Résumé :

## Épisode 11:Mort naturelle
- Titre original : The Scales of Justice
- Numéro(s) : 108 (6.11)
- Scénariste(s) : Robert Holmes
- Réalisateur(s) : Robert Asher
- Diffusion(s) :
  -  Royaume-Uni : 1er décembre 1968
- Invité(es) : Andrew Keir (Gilbert Kirby), Jean Marsh (Anne Kirby)
- Résumé : Meurtres en série parmi les membres d'un conseil d'administration.

## Épisode 12:Double méprise - 1/2
- Titre original : The Fiction Makers - 1/2
- Numéro(s) : 109 (6.12)
- Scénariste(s) : John Kruse et Harry W. Junkin
- Réalisateur(s) : Roy Baker
- Diffusion(s) :
  -  Royaume-Uni : 8 décembre 1968
- Invité(es) :
- Résumé :

## Épisode 13:Double méprise - 2/2
- Titre original : The Fiction Makers - 2/2
- Numéro(s) : 110 (6.13)
- Scénariste(s) : John Kruse et Harry W. Junkin
- Réalisateur(s) : Roy Baker
- Diffusion(s) :
  -  Royaume-Uni : 15 décembre 1968
- Invité(es) :
- Résumé :

## Épisode 14:Les Immigrants
- Titre original : The People Importers
- Numéro(s) : 111 (6.14)
- Scénariste(s) : Donald James
- Réalisateur(s) : Ray Austin
- Diffusion(s) :
  -  Royaume-Uni : 22 décembre 1968
- Invité(es) : Imogen Hassall (Malia)
- Résumé : Lors d'une partie de pêche (infructueuse) en mer, le Saint trouve à la place le corps d'un homme criblé de balles. Sur ces entrefaites, la police découvre des clandestins dans un camion, mais les passeurs et une poignée d'immigrants ont disparu. Ceux-ci contactent un certain Charles Bonner, que rencontre le Saint dans un club. On apprend que l'homme tué était un membre des services secrets pakistanais. Le Saint mène son enquête et retrouve un des immigrés, abattu. Un autre est poignardé peu après. Templar tente donc de retrouver le dernier qui reste. Il le retrouve aux prises avec Bonner et ses sbires. Il intervient pour le sauver et la police intervient pour arrêter les trafiquants.

## Épisode 15:L'argent ne fait pas le bonheur
- Titre original : Where the Money Is
- Numéro(s) : 112 (6.15)
- Scénariste(s) : Terry Nation
- Réalisateur(s) : Roger Moore
- Diffusion(s) :
  -  Royaume-Uni : 29 décembre 1968
- Invité(es) :
- Résumé : Jenny, la fille du producteur Ben Kersh, est enlevée ; une rançon est demandée. Le Saint se rend à Nice pour la rançon. Il va aux studios pour rencontrer le spécialiste des effets spéciaux, afin qu'il lui fabrique un appareil photo dissimulé dans une montre. En route, il est attaqué et manque de se faire voler le million. Arrivé au lieu de rendez-vous, il exige de voir Jenny. Les kidnappeurs refusent d'abord mais s'aperçoivent que Templar a caché la rançon. Il est conduit les yeux bandés au repaire des malfrats, mais utilise son appareil. Il vérifie que Jenny est bien en vie et revient nuitamment pour la délivrer. Ils s'enfuient mais Templar constate qu'ils sont toujours suivis. C'est que Jenny fait partie du complot : elle voulait s'enfuir avec sa part et celle de son fiancé. Mais les complices ne l'entendent pas de cette oreille : ils veulent toute la rançon pour eux-seuls et Templar les mène à la cachette, dans une grange. Après une lutte dans la paille, la police intervient et arrête tout le monde, y compris l'homme des effets spéciaux que Templar avait blessé et qui avait tenté de voler le magot pour lui seul.

## Épisode 16:Vendetta pour le Saint - 1/2
- Titre original : Vendetta for the Saint - 1/2
- Numéro(s) : 113 (6.16)
- Scénariste(s) : John Kruse et Harry W. Junkin
- Réalisateur(s) : Jim O'Connolly
- Diffusion(s) :
  -  Royaume-Uni : 5 janvier 1969
- Invité(es) : Ian Hendry
- Résumé : Dans un bar de Naples, Simon est témoin de l'agression d'un homme par une bande de malfrats. Après que le Saint est venu à son aide, cet homme affirme ne pas comprendre les raisons de son agression.

Le lendemain, Le Saint retrouve sa chambre d'hôtel saccagée après être retourné enquêter dans le bar. Simon se lance alors sur les traces d'un nommé Alessandro, parrain de la mafia sicilienne. Il ne tarde pas à découvrir que ce dernier se nomme en réalité Dino et a pris l'identité d'un jeune défunt d'une honorable famille sicilienne. Il tente de se faire désigner comme successeur par le "boss" Don Giuseppe qui est à l'article de la mort. Simon devra braver les sbires de Dino lancés à ses trousses et parviendra à mettre la bande hors d'état de nuire avec l'aide de la courageuse nièce de Dino.

## Épisode 17:Vendetta pour le Saint - 2/2
- Titre original : Vendetta for the Saint - 2/2
- Numéro(s) : 114 (6.17)
- Scénariste(s) : John Kruse et Harry W. Junkin
- Réalisateur(s) : Jim O'Connolly
- Diffusion(s) :
  -  Royaume-Uni : 5 janvier 1969
- Invité(es) : Ian Hendry
- Résumé :

## Épisode 18:Le Roi
- Titre original : The Ex-King of Diamonds
- Numéro(s) : 115 (6.18)
- Scénariste(s) : John Kruse
- Réalisateur(s) : Alvin Rakoff
- Diffusion(s) :
  -  Royaume-Uni : 19 janvier 1969
- Invité(es) : Stuart Damon : Rod Huston, Paul Stassino : Colonel Rakosi
- Résumé : Le Saint, ainsi qu'un riche Américain m'as-tu-vu, Rod Huston, sont invités à Nice par l'ancien roi Boris de Slavonia à jouer au baccara. Sur place, ils rencontrent le professeur Henri Flambeau, mathématicien spécialiste de la théorie des jeux. Il accuse Boris de tricher. Peu après, il est enlevé, ainsi que sa fille Janine, et le professeur est sauvé in extremis. Les deux compères que tout oppose partent à la recherche de la jeune femme. Ils retrouvent sa trace dans une usine de cartes à jouer, qui fabrique les cartes truquées qu'utilise Boris. Mais l'usine cache aussi un trafic d'armes, le roi Boris espérant retrouver son trône. Ils parviennent à sauver Janine du bateau où elle était retenue et à amorcer les bombes à bord, qui font exploser le bateau en même temps que le feu d'artifice.
- Commentaire : Opposition entre Anglais et Américain, courses de voitures, jolies filles, Côte d'Azur, casino : des ingrédients qui seront réutilisés deux ans plus tard, au point que certains considèrent cet épisode comme le pilote de la série Amicalement vôtre.

## Épisode 19:Le Génie
- Titre original : The Man who Gambled with Life
- Numéro(s) : 116 (6.19)
- Scénariste(s) : Harry W. Junkin
- Réalisateur(s) : Freddie Francis
- Diffusion(s) :
  -  Royaume-Uni : 26 janvier 1969
- Invité(es) :
- Résumé :

## Épisode 20:Portrait de Brenda
- Titre original : Portrait of Brenda
- Numéro(s) : 117 (6.20)
- Scénariste(s) : Harry W. Junkin
- Réalisateur(s) : John Gilling
- Diffusion(s) :
  -  Royaume-Uni : 2 février 1969
- Invité(es) : Marne Maitland (The Guru)
- Résumé : Après le meurtre d'un ami artiste-peintre, Allan Williams, le Saint mène son enquête. Il comprend que ce crime est lié au suicide de Brenda, la sœur d'Allan. Il suspectait une escroquerie puisque 14 000 £ manquaient sur le compte de la jeune femme. Le Saint suspecte d'abord un gourou, mais c'est sa trésorière qui en profitait pour détourner des sommes en liquide. Templar découvre que l'escroc qui a fait tuer Allan et l'a fait lui-même agresser est l'impresario de Brenda, qui avait détourné le chèque de ses royalties au moment de sa mort.

## Épisode 21:Les Rivaux
- Titre original : The World Beater
- Numéro(s) : 118 (6.21)
- Scénariste(s) : Donald James
- Réalisateur(s) : Leslie Norman
- Diffusion(s) :
  -  Royaume-Uni : 9 février 1969
- Invité(es) : Eddie Byrne (M. Hapgood Sr.)
- Résumé : Alors que le Saint est en train de faire un essai avec une voiture de course, la direction lâche et Simon percute un arbre. Il s'agit d'un sabotage et George, le mécanicien, n'a plus le temps ni de réparer, ni de préparer la voiture de remplacement. Simon est alors approché par l'équipe rivale, celle de Justin, un cousin de George. Il rencontre également une aventurière, Kay Collinwood, qui semble tirer les ficelles des intérêts financiers en jeu. Mais Simon est empêché de poursuivre les essais. La voiture est ensuite sabotée à son tour. Mais Simon qui avait intercepté le saboteur avait compris le manège. La voiture n'était pas prête et Justin ne voulant pas perdre son soutien financier, il voulait encore améliorer sa voiture, en faisant croire qu'elle était la meilleure. Mais Simon, qui avait interverti la voiture de compétition et le prototype, peut concourir le rallye, au désespoir de Justin et Kay. Simon prend le départ en forçant Kay à être navigatrice. Malgré les défauts de la voiture, ils gagnent le rallye. En fait, la voiture utilisée avait la carrosserie de celle de Justin, mais la mécanique de George !